# Religia w Nigerii
Religia w Nigerii – kraju liczącym ponad 200 mln mieszkańców, zdominowana jest przez chrześcijaństwo – na południu i islam – na północy. Pozostali wyznający inne religie i nie wyznający żadnej religii, stanowią niewielki odsetek populacji. Znaczna część chrześcijan i muzułmanów w Nigerii łączy swoje wierzenia z praktykowaniem tradycyjnych religii plemiennych.
Nigeria należy do najbardziej konserwatywnych państw świata, gdzie według badania Pew Research Center z 2023 roku, jedynie 2% Nigeryjczyków popiera małżeństwa osób tej samej płci.

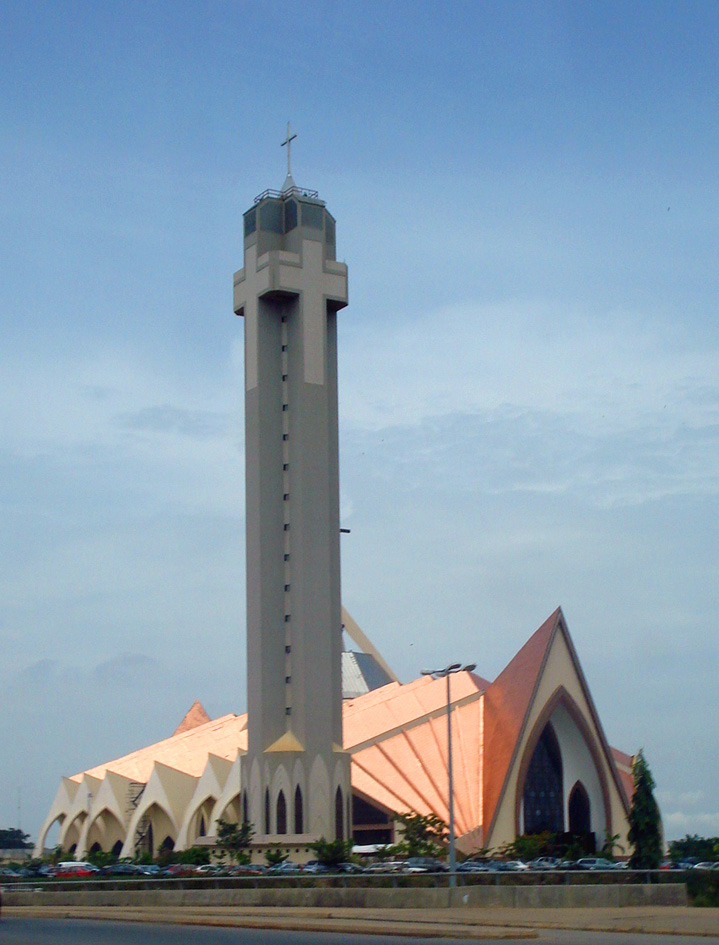
Narodowy Kościół Nigerii w Abudży

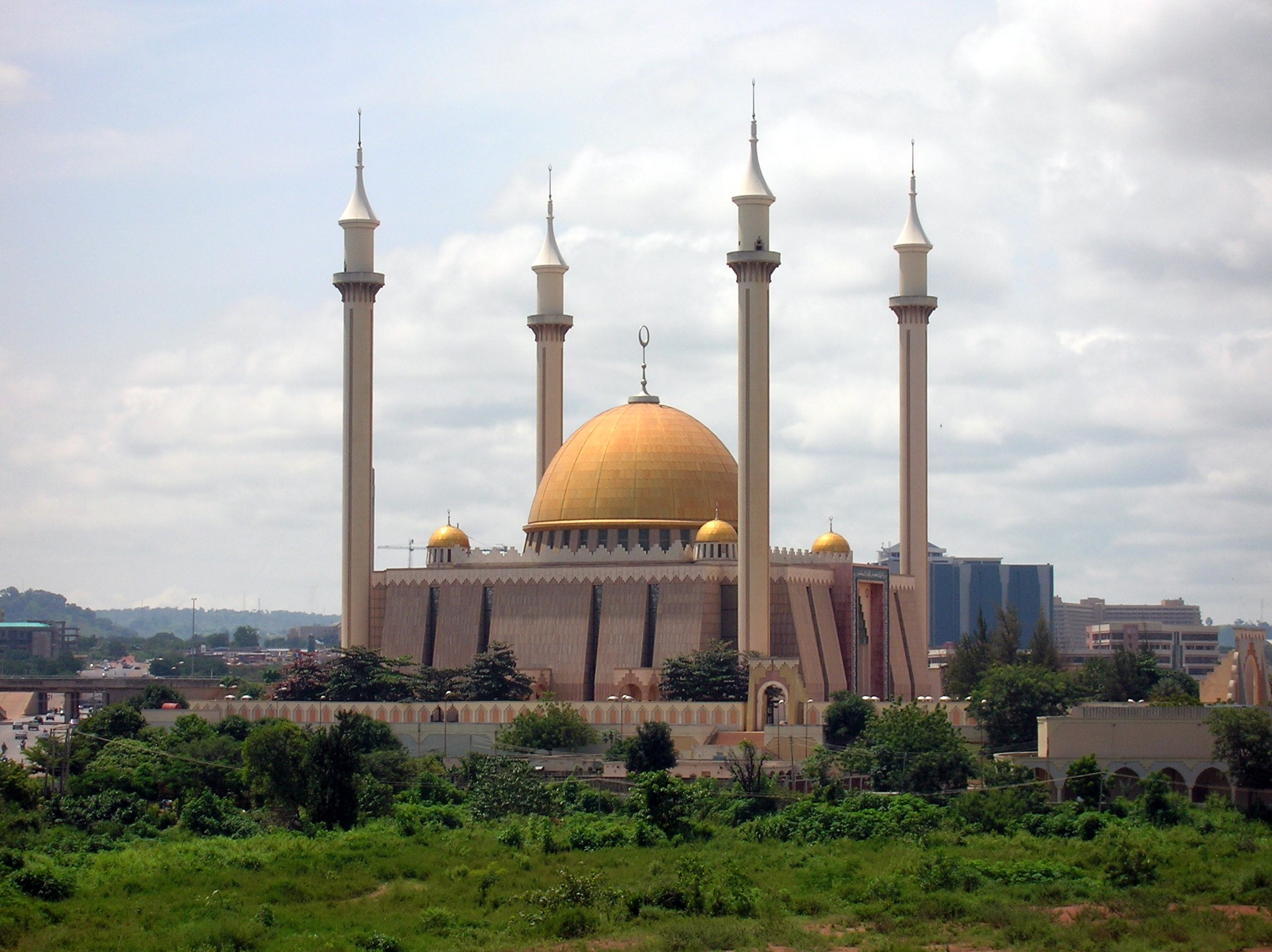
Narodowy meczet w Abudży

| Religia             | Pew Research Center, 2010 | Operation World, 2010 | World Christian Database, 2017 |
| ------------------- | ------------------------- | --------------------- | ------------------------------ |
| Chrześcijanie       | 49,3%                     | 51,3%                 | 46,3%                          |
| Protestantyzm       | 37,7%                     | 34,5%                 | 29,5%                          |
| Katolicyzm          | 12,6%                     | 12,1%                 | 13,0%                          |
| Muzułmanie          | 48,8%                     | 45,1%                 | 46,1%                          |
| Religie afrykańskie | 1,4%                      | 3,3%                  | 7,2%                           |
| Brak religii        | 0,4%                      | 0,3%                  | 0,3%                           |
| 1.                  |                           |                       |                                |

## Chrześcijaństwo
Chrześcijaństwo w Nigerii wyznawane jest głównie na południu wśród plemion Ibo, Ibibio, Egba, Tiw, Anaang, Ijaw i Edo. Jorubowie, chociaż w większości wyznają chrześcijaństwo, mają duże grono osób należące do islamu. Większość chrześcijan w Nigerii to protestanci, a jedna czwarta należy do Kościoła katolickiego. Za początki katolicyzmu w Nigerii uznaje się rok 1487, kiedy przybyli portugalscy misjonarze. W 1842 roku pracę misyjną rozpoczęły pierwsze Kościoły protestanckie (Kościół Anglikański i Kościół Metodystyczny).
Inne wyznania w Nigerii obejmują rodzime Kościoły zielonoświątkowe (w tym Kościół Cherubów i Serafów, Apostolski Kościół Chrystusa, Odkupiony Chrześcijański Kościół Boży, Kościół Boży – Misja Międzynarodowa, Kościół Pana „Aladura”), klasycznych zielonoświątkowców (w tym Kościół Apostolski, Zbory Boże), Kościół baptystyczny, Ewangeliczny Kościół Zachodniej Afryki (ECWA), rodzime Kościoły afrykańskie (w tym Niebiański Kościół Chrystusa), Kościoły Chrystusowe, Kościół reformowany, Kościół luterański, Kościół adwentystyczny, Świadków Jehowy (390 tys.), Kościoły mormońskie i wiele innych.
Wśród populacji chrześcijańskiej najwięcej wiernych posiadają zielonoświątkowcy, anglikanie i katolicy. Każda z tych grup obejmuje ponad 20 mln wyznawców.

## Islam
Islam wyznaje blisko połowa populacji. Islam jest szczególnie silny na północy kraju wśród plemion Hausa, Fulan, Kanuri i Nupe. Początki islamu w północnej Nigerii sięgają IX wieku, a do końca XIV wieku islam stał się religią dominującą w północnych regionach. Wprowadzenie szariatu na początku XXI wieku w 12 stanach Nigerii wywołało falę zamieszek, w których zginęło tysiące ludzi. Według raportu z 2010 roku większość muzułmanów stanowią sunnici. Istnieją także mniejszości szyitów, salafitów i Ahmadijja.
Terrorystyczna organizacja Boko Haram, której nazwę tłumaczy się jako „zachodnia edukacja to świętokradztwo” odpowiedzialna jest za liczne zamachy na chrześcijan, masowe morderstwa i śmierć tysięcy osób. Tylko w 2016 roku z rąk organizacji śmierć poniosło 2,7 tys. osób.

## Religie plemienne

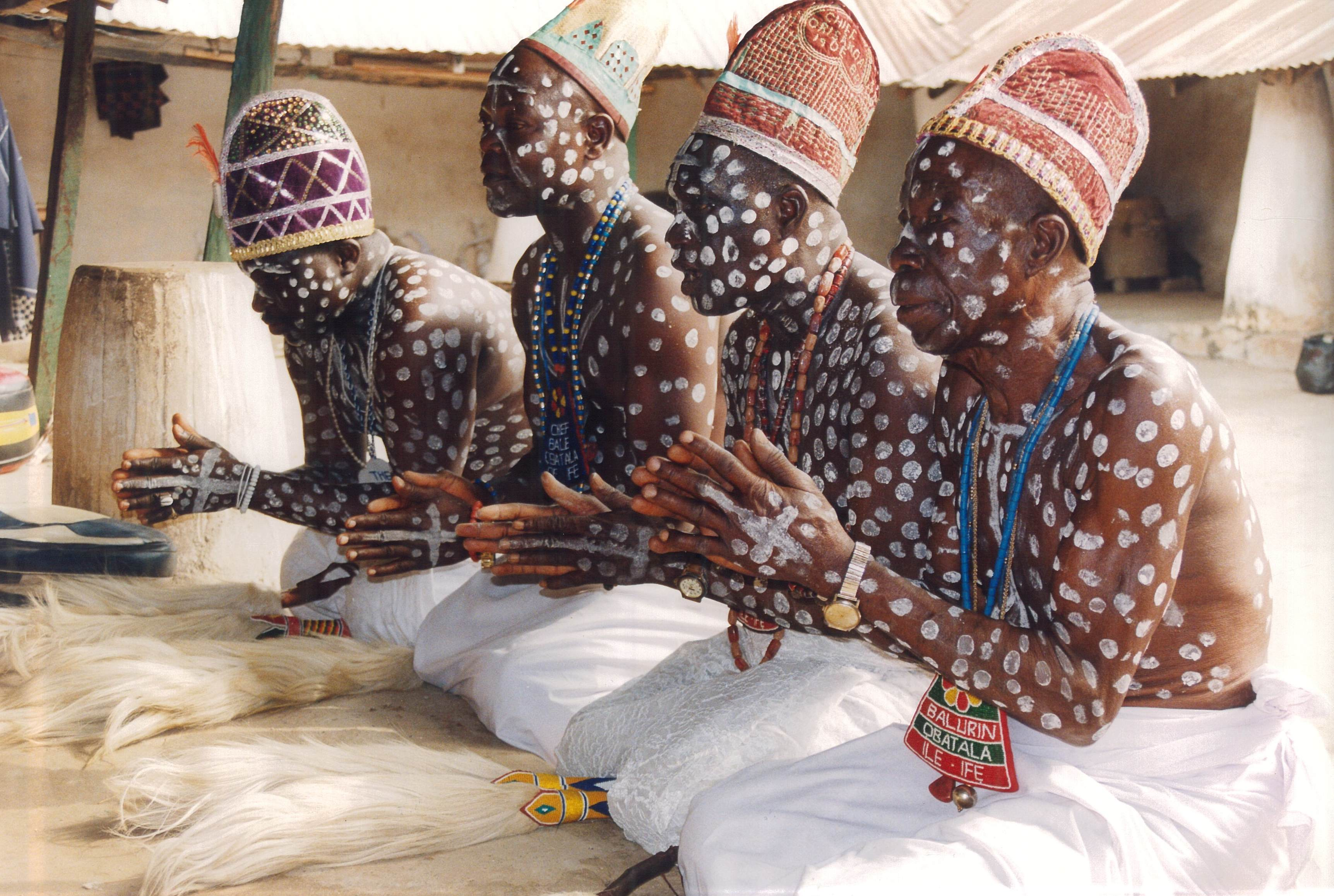
Modlący się do Obatali w świątyni, w Ife.

Po tradycyjnych religiach plemiennych zostały pozostałości głównie w centralnej części Nigerii. Według Joshua Project plemiona które jeszcze w znacznej mierze praktykują religie plemienne to: Gbagyi (38%), Mumuye (44%), Ikwere (60%), Bajju (25%) i Kamwe (49%).
Tradycyjna religia plemienia Joruba skupia się wokół panteonu bóstw zwanych Orisza. Mitologia i religia Jorubów trafiła przez niewolników także na inne kontynenty, zwłaszcza do Ameryki Łacińskiej. W Brazylii wierzenia Jorubów stały się podstawą religii afrobrazylijskiej. Jorubowie mają rozbudowaną hierarchię bóstw, w tym najwyższego stwórcę i około 400 pomniejszych bóstw i duchów. Jorubowie wierzyli także w reinkarnację.
Tradycyjna religia plemienia Igbe zawiera wiarę w boga stwórcę (Chukwu lub Chineke), boginię ziemi (Ala) oraz liczne inne bóstwa i duchy. Igbe wierzyli, że duchy przodków chronią swoich żyjących potomków. Objawienie woli bóstw jest poszukiwane przez wróżby i wyrocznie. Wielu Igbo jest teraz chrześcijanami, a niektórzy praktykują synkretyczną wersję chrześcijaństwa wymieszaną z rdzennymi wierzeniami.

## Inne religie
Inne religie w Nigerii to: bahaizm (45 tys.), hinduizm (35 tys.), buddyzm (10 tys.) i judaizm (1,3 tys.).